# فرانكو جيورجيتي
فرانكو جيورجيتي (بالإيطالية: Franco Giorgetti)‏ مواليد 13 أكتوبر 1902 في إيطاليا - الوفاة 18 مارس 1983 في فاريزي، كان دراج إيطالي. سبق أن شارك في دورة الألعاب الأولمبية الصيفية وفاز بميدالية أولمبية.

## روابط خارجية
- فرانكو جيورجيتي على موقع أرشيف الدراجات (الإنجليزية)
- فرانكو جيورجيتي على موقع إحصائيات الدراجات الإحترافية (الإنجليزية)
- فرانكو جيورجيتي على موقع CycleBase (الإنجليزية)
- فرانكو جيورجيتي على موقع اللجنة الأولمبية الدولية (الإنجليزية)
- فرانكو جيورجيتي على موقع أوليمبيديا (الإنجليزية)
- فرانكو جيورجيتي على موقع اللجنة الأولمبية الإيطالية (الإيطالية)